# 后人类主义
后人类主义（英語：或） （意思是人文主义之后或超越了人文主义）有五种定义： 
1. 反人文主义（英语：Antihumanism）：任何批判传统人文主义及有关人文主义和人类生存条件的传统观点的理论[3]
2. 文化后人类主义：一种文化倾向，竭力超越有关人性的陈旧概念，以发展出能够持续改变以适应当代技术科学知识的人性概念[4]
3. 哲学后人类主义：一种哲学倾向，对文藝復興人文主義及其遗留思想的基本假设持批判态度[5]
4. 后人类生存条件：批判理論家对人类生存条件的解构[6]
5. 超人类主义：一种思想和运动，寻求发展并使消除老龄化的技术成为可能，大大提高人类智力，体力和心理素质，以实现后人类未来。[7]

## 文化理论
伊哈布·哈桑，文学学术研究理论家曾说过：
当人文主义把自己转变成必须称其为后人类主义的事物时，人文主义就走到了尽头。
这一观点出现在后人类主义潮流之前。20世纪末期，后人类主义在有些分散却互补的思想和实践领域发展了起来。例如，哈桑是个知名学者，他的理论作品清晰地处理了社会中的後現代性。与哈桑既互补又形成对比的理论家包括：米歇尔·福柯、朱迪斯·巴特勒、布鲁诺·拉图尔、H.凯瑟琳·海尔斯、皮特·斯洛戴特克、斯特凡·洛伦兹·索格内、埃文·汤普森、弗朗西斯科·万力拉和杜格拉斯·凯尔纳。这些理论家中有哲学家，比如罗伯特.佩伯雷尔，他写过有关后人类生存条件的作品，后人类生存条件经常被用来代替后人类主义一词。
后人类主义主要区别于古典人文主义，因为它使由人性构成的道德高度复原至众多自然物种的一种。根据这一断言，人类没有毁灭自然或是在道德问题上高于自然的固有权利。人类知识也沦落到不太具有控制力的地位，而之前被视为世界的定义方面。人们承认人工智能的限制和谬误，即使这没有暗示要摒弃人文主义的理性传统。
后人类主义有时被用作以超人类主义为人所知的思想和技术的近义词，因为它证实了实现后人类未来的可能性和 向往性，尽管是从纯进化角度来说。不过，人文学科和艺术领域的后人文主义者批评超人类主义，据行为哲学家沙仑.贝尔说，部分原因是因为他们认为超人类主义吸纳扩展了许多启蒙运动时期人文主义和古典自由主义的价值观，也就是科学主义：
利他主义，共生论，人文主义是支撑自由资本主义的温和虚伪品质。人文主义总是被整合入剥削话语：殖民主义，帝国主义，新帝国主义，民主，当然还有美国的民主化。超人类主义的一大瑕疵就是把自由人价值观引进人类的生物科技改善方面。后人类主义的批判力度更大，试图通过建立对自身和他人，本质，意识，智力，理性，代理，亲密，生命，体现，身份和身体的新理解。

## 批评
一些批评家认为一切形式的后人类主义所具有的共同之处要多于其各自支持者所意识到的。